# Tubal

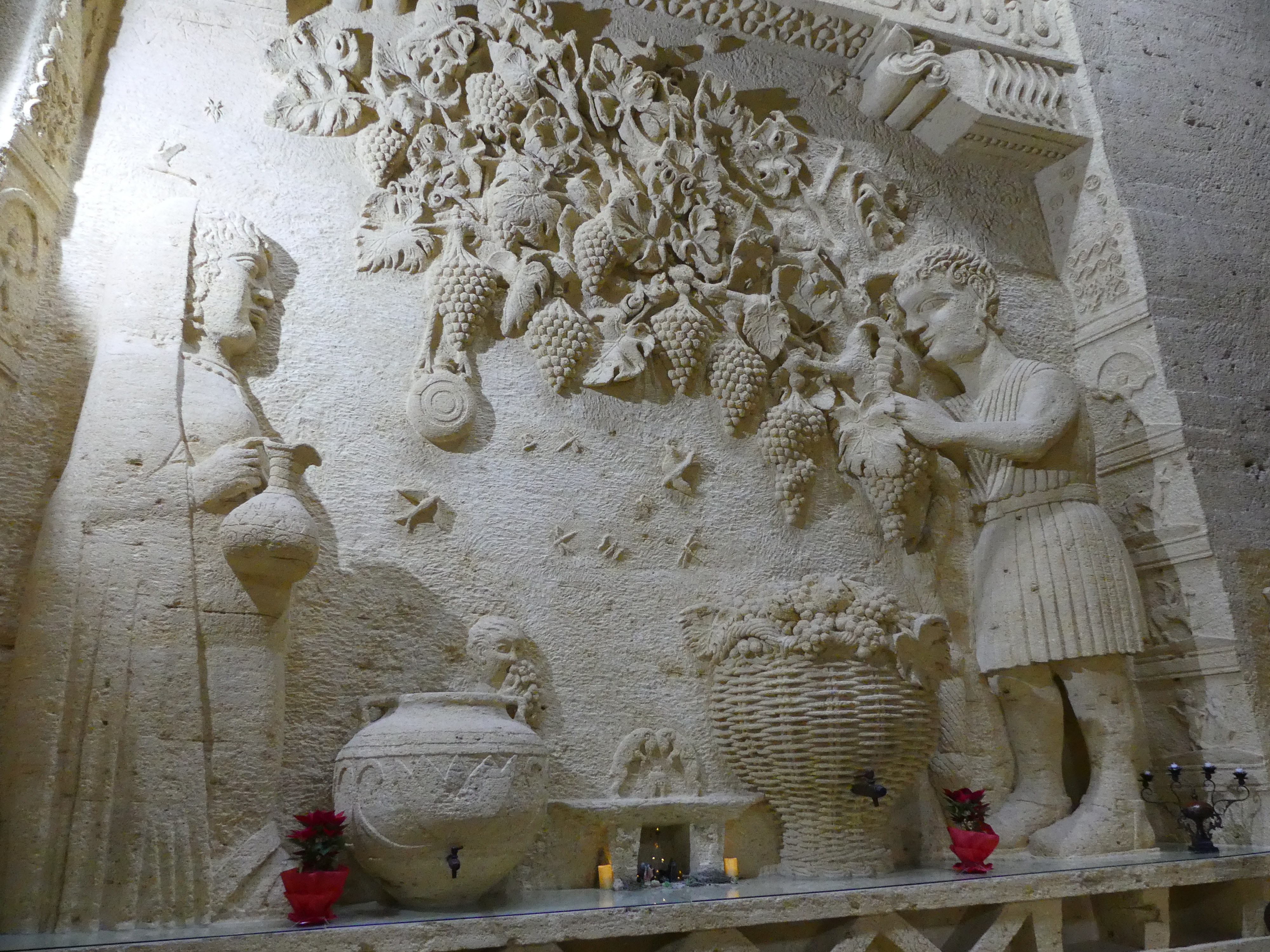
Relieve que representa a Tubal vendimiando. Coto de las Canteras de Osuna. España.

Tubal o Túbal fue, según los escritos de la Biblia, hijo de Jafet, hermano de Mesec y nieto de Noé.
No debe ser confundido con Tubalcaín,  hijo de Lamec.
También es el nombre de una tribu del Asia Menor. (en el idioma asirio es Tabal y en el idioma griego es Tibarenoi).

## Biblia
El conocimiento de la forma de trabajar el hierro y el cobre se difundió desde el Asia Menor para llegar a todo el Oriente Próximo, con lo que el nombre del personaje Túbal está muy relacionado con el de la tribu del Asia Menor Túbal, por sus conocimientos de los metales.
La tribu tubal es una tribu sudoriental del Asia Menor que se identifica con los tibarenos y siempre aparece mencionada en conjunto con la tribu de mesec o mesej en la tradición cuneiforme asiria en los escritos griegos y en la Biblia, que vivieron específicamente en Cilicia. En la Biblia aparecen mencionados y descritos en el Libro de Ezequiel (Ez. 27,13) y en el Libro de Isaías (Is. 66:19) para el siglo VII a. C., donde se les considera buenos guerreros, orfebres y vendedores de esclavos.
En el Génesis se los cuenta entre los hijos de Jafet. (Gen. 10, 2). Los cimerios los habrían hecho retirarse a la zona montañosa oriental del Mar Negro, posiblemente a Georgia. Generalmente se cree que de la Iberia caucásica, la actual Georgia,  estos íberos, emigraron a la península que se llamó luego ibérica en su honor. Actualmente España y Portugal 
En momentos dados de su historia fueron aliados de los escitas y de otras tribus para comerciar, guerrear y defenderse de sus enemigos comunes.

## Leyenda
El obispo Isidoro de Sevilla recogió una tradición de Flavio Josefo en la que Túbal fue antecesor de los íberos y de Iberia, también de los italianos o tribus italianas y españolas. Otra leyenda vasca reafirma esta procedencia de vascos con Aitor, supuestamente sobrino carnal de Túbal (ver Tubalismo).
De este modo, Túbal, tras haber engendrado una serie de pueblos en la Iberia caucásica, se trasladó como su primer rey a la península ibérica, también llamada Iberia. Engendró un gran número de futuros reyes, la dinastía tubalita, empezando por su primer hijo Íbero, quien daría nombre tanto a la Península como al río Ebro. Así, fueron cuatro los monarcas que sucedieron a Ibero hasta que acabó su línea sucesoria, según la mitología. Estos fueron, en orden cronológico, Idibeda, Brigo, Tago —por quien llaman así al río Tajo— y Beto, quien dio nombre al río Betis, actual Guadalquivir, y Bética a las tierras colindantes.

### Fundaciones
En Portugal, una leyenda atribuye a Túbal la fundación de la ciudad de Setúbal. También los montes Setúbales fueron nombrados así por él, que actualmente es la cordillera de los Pirineos. La fundación de las ciudades españolas de Tortosa, en cuyo castillo se conserva la llamada torre de Túbal, Tafalla, Vélez-Málaga, Tudela y Úbeda también se le atribuyen tradicionalmente a él. Del mismo modo, Moreno de Vargas en su Historia de la Ciudad de Mérida nos expone que la colonia pudo tener un origen prerromano, siendo fundada por Túbal con el nombre de Morat o Vettonica.